# エベル・バネガ
エベル・マクシミリアーノ・ダビド・バネガ（Éver Maximiliano David Banega, 1988年6月29日 - ）は、アルゼンチン・サンタフェ州ロサリオ出身のサッカー選手。ニューウェルズ・オールドボーイズ所属。ポジションはミッドフィールダー。
4人の兄弟がいる。地元のニューウェルズ・オールドボーイズの熱狂的なファンであり、右足の裏側にクラブの紋章のタトゥーを入れている。

## クラブ経歴

### ボカ・ジュニアーズ
サンタフェ州ロサリオに生まれたが、首都ブエノスアイレスにあるボカ・ジュニアーズの下部組織で育ち、18歳の時には将来有望なタレントだとみなされるようになった。2007年1月にチームメイトのMFフェルナンド・ガゴがスペインのレアル・マドリードに移籍し、バネガが後継者に指名された。2007年2月10日のCAバンフィエルド戦でトップチームデビューし、4-0で快勝した。レギュラーの座をセバスティアン・バタグリアから勝ち取り、MFフアン・ロマン・リケルメとともに攻撃陣の主力となり、同年のコパ・リベルタドーレスで優勝を果たした。わずかな試合しか出場していないにもかかわらずバネガが途中交代する際にはスタンディングオベーションが贈られた。

### バレンシア

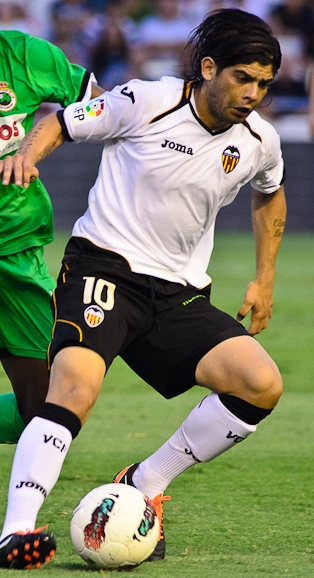
バレンシアでプレイするバネガ

2008年1月5日、スペインのバレンシアと5年半の契約を結び、ボカ・ジュニアーズには移籍金1800万ユーロが支払われた
。アトレティコ・マドリード戦の後半から途中出場してデビューを飾った。2008-09シーズンはアトレティコ・マドリードにレンタル移籍し、UEFAチャンピオンズリーググループリーグのPSV戦でデビューした。しかし、アトレティコではレギュラーに定着できず、アウェーでのビジャレアル戦とアルメリア戦で退場処分を受けた。得点力・得点意識が低く、ボカ時代から無得点を継続していたが、2009年4月18日のヌマンシア戦にてプロ初得点を挙げた。
2009年夏にはプレミアリーグのエヴァートンに移籍する寸前だったが、労働許可証の取得の問題から実現しなかった。2009-10シーズンはバレンシアに復帰し、開幕戦のセビージャ戦で2アシストを決め、2010年1月のビジャレアル戦ではバレンシアでの初得点を決めた。
2014年1月31日、地元のニューウェルズ・オールドボーイズにレンタル移籍し、6年ぶりに母国復帰を果たした。

### セビージャ
2014年8月17日、恩師ウナイ・エメリが率いるセビージャへの移籍合意が発表された。

### インテル
2016年7月6日、イタリア・セリエAのインテルへ3年契約で加入。同年8月21日のキエーヴォ戦でイタリアデビューを果たし、10月2日のASローマ戦でセリエA初得点を記録。2017年3月12日のアタランタ戦ではキャリア初となるハットトリックを達成したが、ポジションを確保するまでには至らなかった。

### セビージャ復帰
2017年7月3日、古巣・セビージャへ900万ユーロで復帰を果たした。

### アル・シャバブ
2020年1月28日、サウジ・プロフェッショナルリーグの古豪アル・シャバブ・リヤドへの移籍合意が発表された。UEFAヨーロッパリーグ 2019-20決勝戦終了後に加入。

### ニューウェルズ・オールドボーイズ復帰
2024年1月21日、古巣のニューウェルズ・オールドボーイズに加入した。契約期間は2年間。

## 代表経歴
2007年にはU-20アルゼンチン代表としてカナダで開催されたFIFA U-20ワールドカップに出場し、FWセルヒオ・アグエロなどとともに優勝トロフィーを勝ち取った。バレンシアCFに移籍してすぐの2008年1月にはアルゼンチンA代表に招集され、2月6日のグアテマラとの親善試合でデビューした。同年8月にはU-23アルゼンチン代表として北京オリンピックに出場し、アルゼンチンの金メダル獲得に貢献した。
2013年3月26日のワールドカップ予選、ボリビア戦で同点弾となる代表初得点を挙げた。

## エピソード
- 2008年3月3日未明、現地の警察に飲酒運転で摘発された。その後バレンシアは公式サイト上でこの件に関する声明を出し、事実だと認めた[17]。
- 2012年2月19日、ガソリンスタンドで車を降りる際にサイドブレーキを引き忘れ、車を止めようとして脛骨と腓骨を骨折し、全治6ヶ月の重傷を負った[18]。
- 2012年7月30日、バレンシアの練習場に向かう途中、運転していたフェラーリが突然炎上するトラブルに見舞われた。幸い怪我こそなかったものの、25万ユーロ（2400万円）相当のフェラーリ458を失った[19]。
- 2019新型コロナウイルスの世界的感染で、ヨーロッパ諸国で外出制限が敷かれ、感染拡大が著しかったスペインでも外出制限令が敷かれる中、バネガは当時のセビージャFCのチームメイトだったルーク・デ・ヨングやフランコ・バスケスらとバーベキューパーティーを催したり、集団クラスターが発生したナイトクラブで大騒ぎするなど、問題行動を連発した[20]。
- セビージャFCでのラストゲームとなった、2020年8月21日のUEFAヨーロッパリーグ 2019-20 (EL)決勝戦で、バネガはまた一騒動をやらかす。前半16分の場面でPKを与えられなかったことに激怒した相手監督アントニオ・コンテの元にバネガが詰め寄り、コンテを挑発。コンテは更に激怒し、イエローカードが提示された。試合はルーク・デ・ヨングに2ゴールなどでセビージャが勝利し、EL通算6度目の優勝を達成。バネガ自身もセビージャでのラストゲームで有終の美を飾ったのだった[21][22][23][24][25][26]。

## 代表歴

### 出場大会
- アルゼンチン代表
  - 2018 FIFAワールドカップ

### 試合数
- 国際Aマッチ 65試合 6得点（2008年-2018年）[27]

| アルゼンチン代表 | 国際Aマッチ | 国際Aマッチ |
| 年               | 出場        | 得点        |
| ---------------- | ----------- | ----------- |
| 2008             | 2           | 0           |
| 2009             | 0           | 0           |
| 2010             | 3           | 0           |
| 2011             | 9           | 0           |
| 2012             | 0           | 0           |
| 2013             | 10          | 2           |
| 2014             | 2           | 1           |
| 2015             | 12          | 0           |
| 2016             | 13          | 1           |
| 2017             | 8           | 1           |
| 2018             | 6           | 1           |
| 通算             | 65          | 6           |

## タイトル

### クラブ
ボカ・ジュニアーズ
- コパ・リベルタドーレス : 2007

バレンシアCF
- コパ・デル・レイ : 2007-08

セビージャFC
- UEFAヨーロッパリーグ : 2014-15, 2015-16, 2019-20

### 代表
U-20アルゼンチン代表
- FIFA U-20ワールドカップ : 2007

U-23アルゼンチン代表
- オリンピックサッカー金メダル : 2008